# 반피엘드

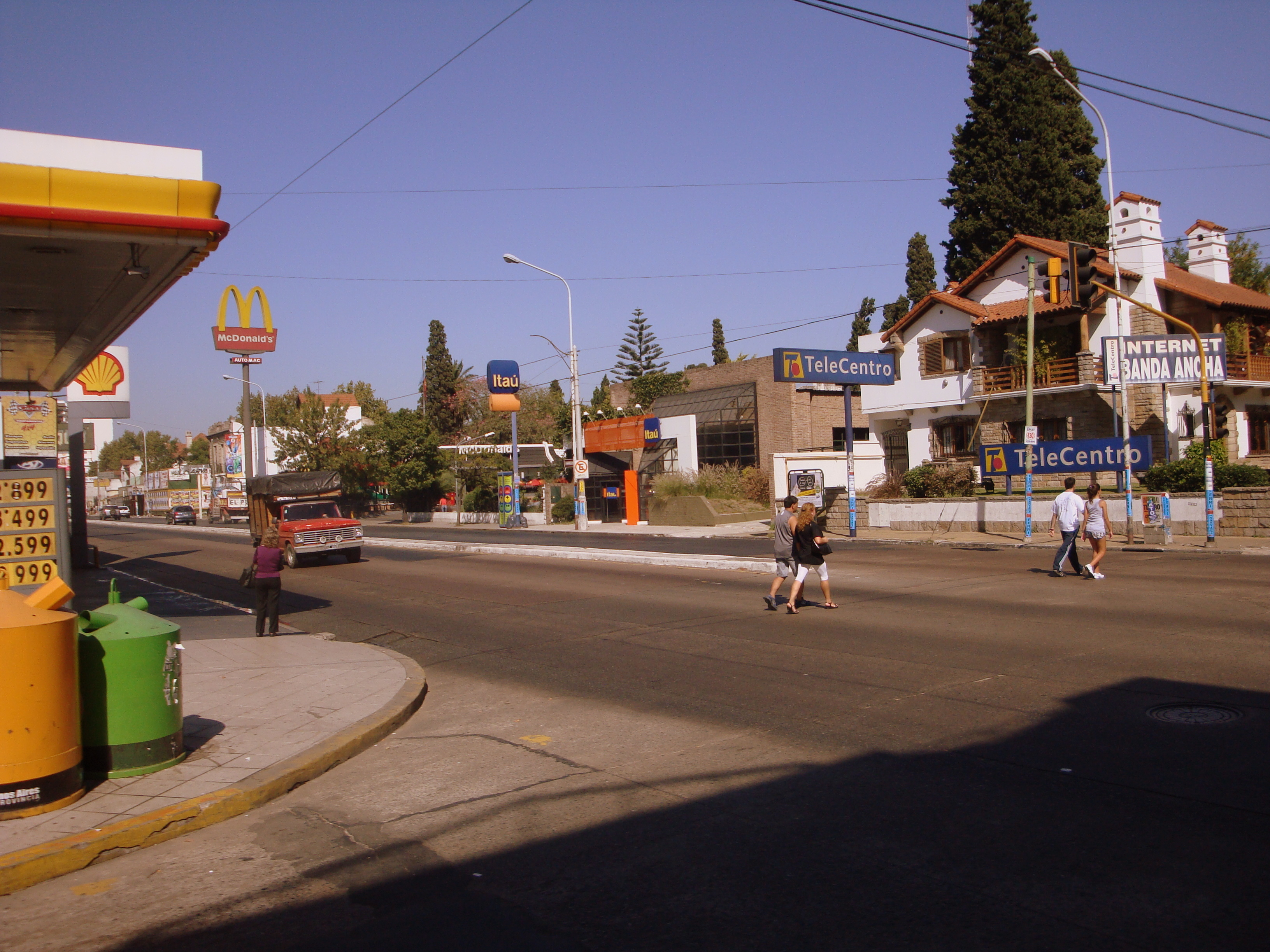
반피엘드 시가지

반피엘드(스페인어: Banfield)는 아르헨티나 부에노스아이레스주에 위치한 도시로 높이는 16m, 인구는 223,898명(2001년 기준)이다. 아르헨티나의 수도인 부에노스아이레스에서 남쪽으로 14km 정도 떨어진 곳에 위치한다.

## 사진

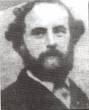
반피엘드를 설립한 에드워드 반필드 (Edward Banfield)
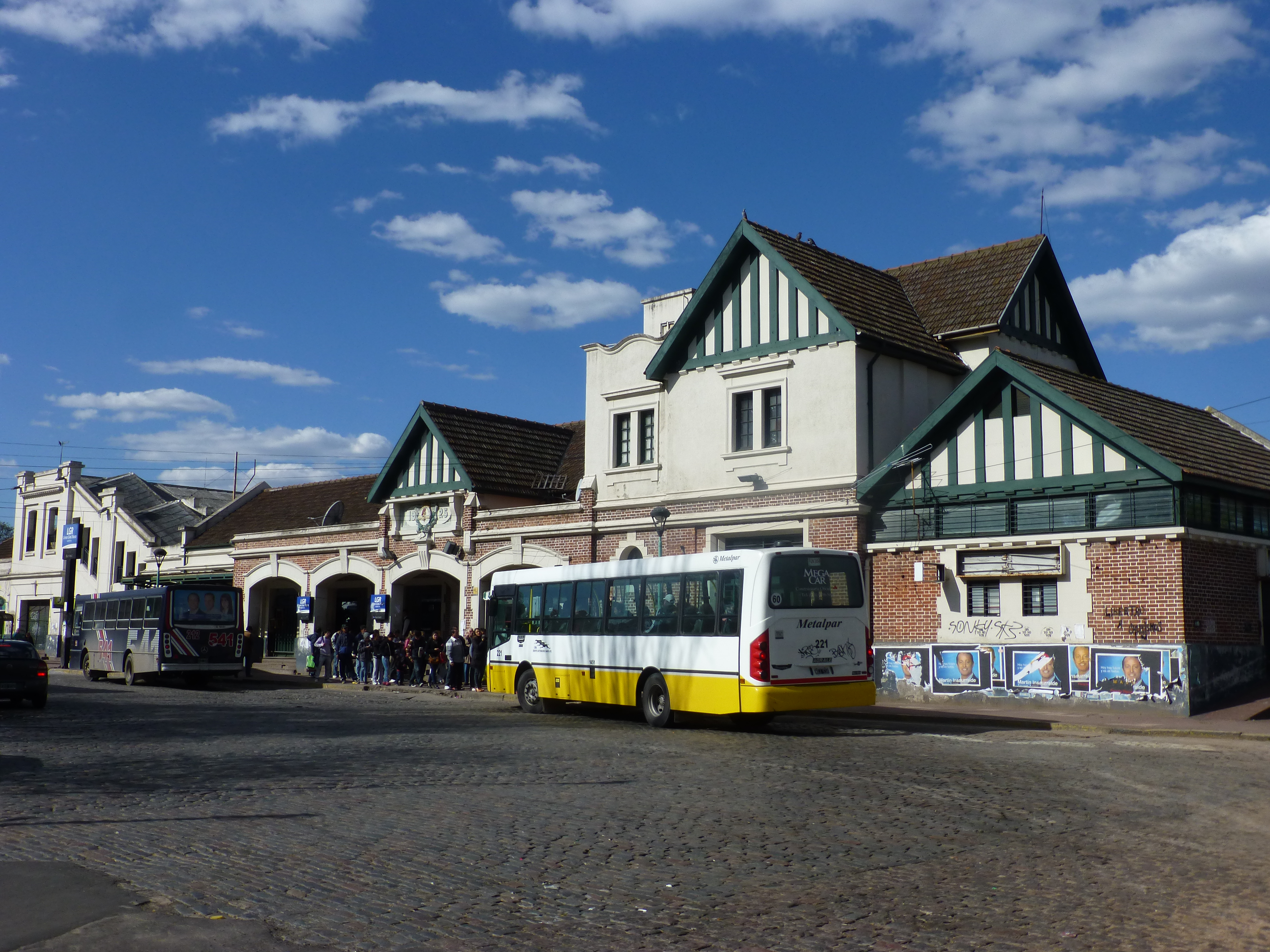
반피엘드 철도역
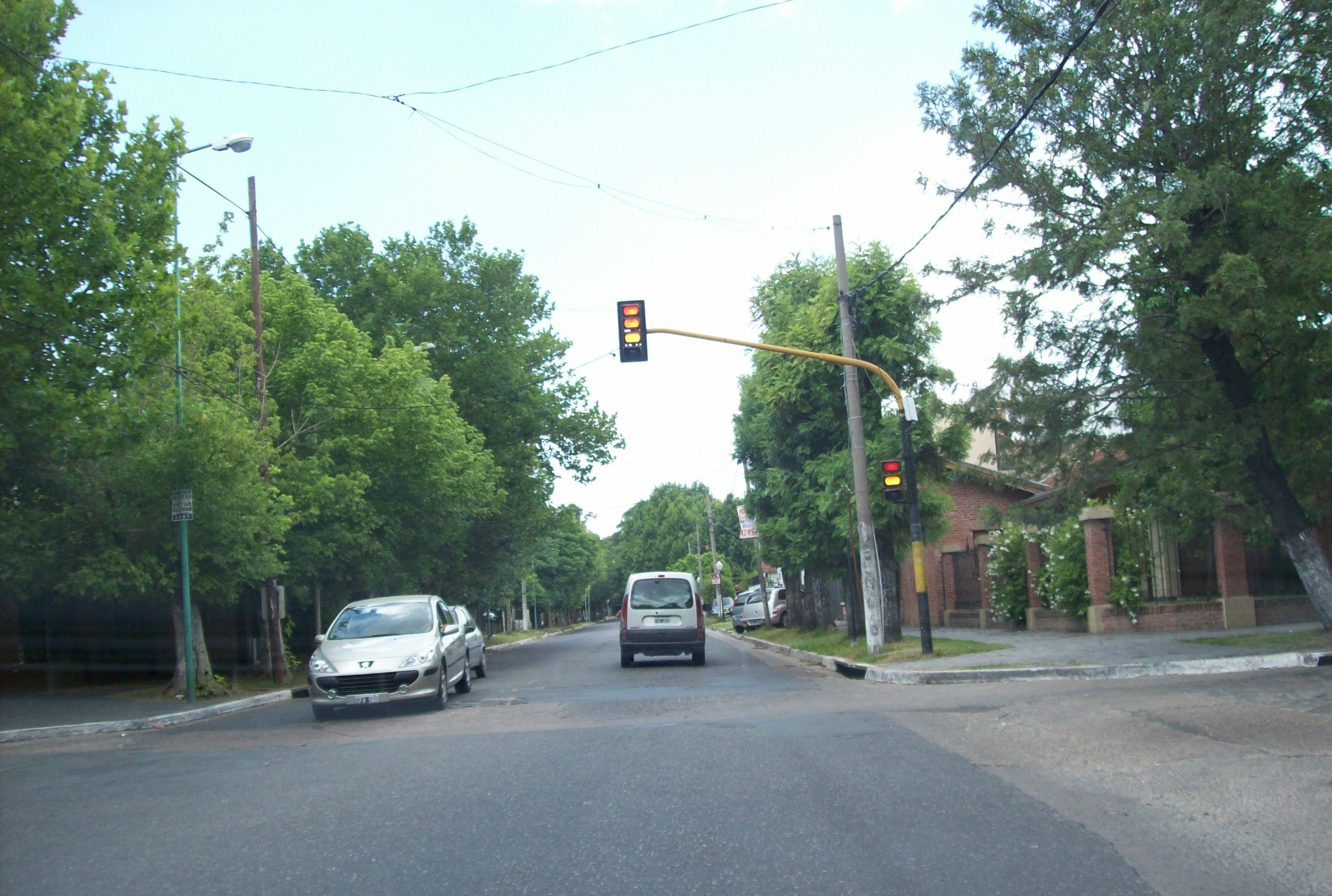
라로케(Larroque) 대로